# Lasioglossum sandrae
Lasioglossum sandrae är en biart som beskrevs av Mcginley 1986. Lasioglossum sandrae ingår i släktet smalbin, och familjen vägbin. Inga underarter finns listade i Catalogue of Life.